# Département de Lavalle (Corrientes)
Pour les articles homonymes, voir Lavalle.
Le département de Lavalle est une des 25 subdivisions de la province de Corrientes, en Argentine. Son chef-lieu est la ville de Lavalle.
Le département a une superficie de 1 480 km2. Sa population s'élevait à 26 250 habitants en 2001.

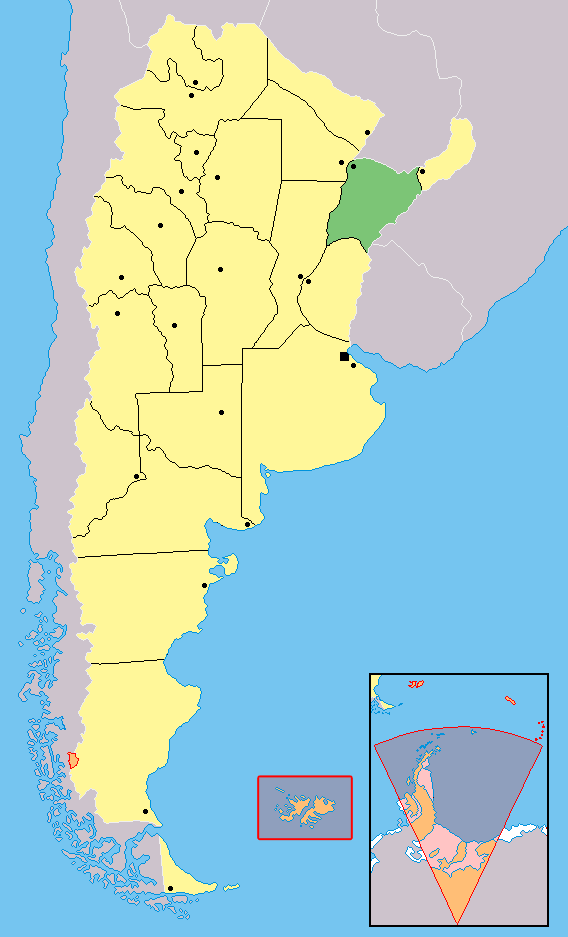
Localisation de la province de Corrientes en Argentine.